# Прилад Віка

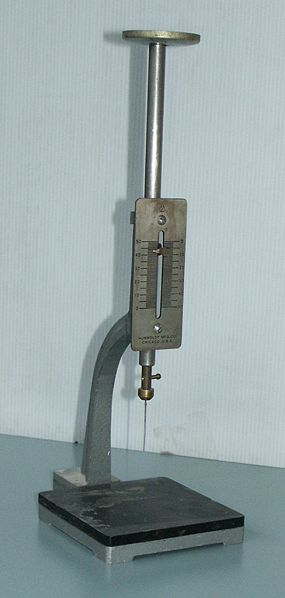
Голка Віка

Прилад Віка (англ. Vicat apparatus) використовується при визначенні нормальної густини рідких зв'язувальних матеріалів, а також для визначення термінів схоплення, наприклад, тесту цементу. Вимірювання цих характеристик забезпечуються стандартами. Прилад використовується в першу чергу в будівельній галузі, при цементуванні свердловин, брикетуванні вугілля зі зв'язуючим тощо.
Прилад Віка заснований на пенетраційному контролі: періодичному замірі глибини занурення у твердіючий тампонажний розчин голки ді-аметром 1,1 мм (площею 1 мм2) і довжиною 50 мм під дією стрижня масою 0,3 кг.
За цим методом швидкість схоплення характеризується терміна-ми початку і кінця схоплення.
Час, що пройшов від моменту замішування цементу до моменту, коли голка занурюється не більше, ніж на 1 мм називають терміном початку схоплення, а час, що пройшов від моменту замішування це-менту до того моменту, коли голка не доходить до дна посудини з розчином на 1-2 мм -  терміном закінчення схоплення.
За допомогою приладу Віка визначають терміни схоплення при атмосферному тиску і температурі до 90 °С. При високих температурах (до 250 °С) і тисках (до 100 МПа) для визначення термінів схоплення використовують установку УС-1.